# La quadratura de la paràbola
La quadratura de la paràbola fou un dels tractats del matemàtic grec Arquimedes que es referien principalment al mètode d'exhaustió (és a dir, essencialment al càlcul integral).
Enviat al seu amic Dositeu, en l'obra figura la resolució del problema de trobar la quadratura del segment parabòlic (més concretament, en la proposició 17 de les 24).
Arquimedes declara en el text realitzar el descobriment mitjançant la mecànica i haver-lo confirmat després amb la geometria. En efecte, el matemàtic grec proporciona en un principi una demostració mitjançant la mecànica (la qual reprodueix, encara que de manera més breu, en la seva obra posterior El Mètode); mes no considera la prova com prou rigorosa i en les set proposicions que segueixen (de la 18 a la 24) ens mostra una segona demostració diferent del mateix teorema.
La quadratura de la paràbola tingué un ressò molt important, ja que pels temps d'Arquimedes les seccions còniques ja es coneixien des de fa aproximadament un segle, però fins llavors no s'havia produït cap avanç en qüestió al càlcul de les àrees relacionades amb aquestes.

## Teorema principal

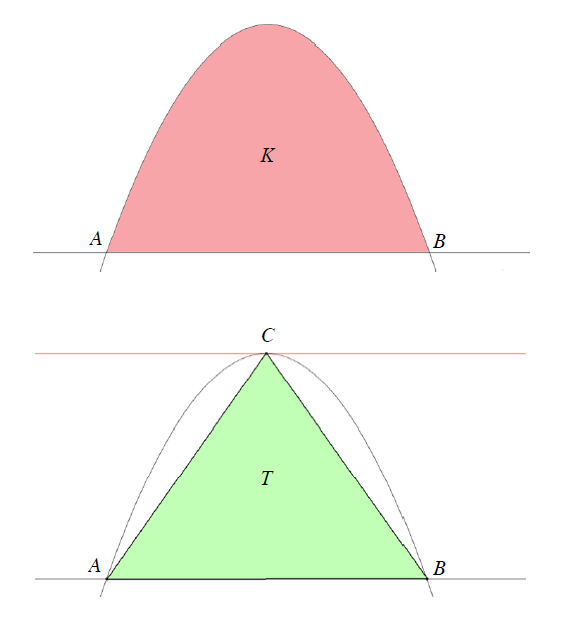
En vermell el segment parabòlic, en verd el triangle inscrit.

Definim el segment parabòlic d'una paràbola com la regió {\displaystyle K} delimitada per una paràbola i un segment que talla la mateixa. Siguin {\displaystyle A,B} els punts on el segment talla la paràbola, {\displaystyle C} el punt on la recta tangent a la paràbola i paral·lel al segment talla a la paràbola. Aleshores l'àrea {\displaystyle K} és quatre terços de l'àrea del triangle; és a dir, si {\displaystyle T=\Delta ABC} aleshores

### Demostració mecànica trobada aEl Mètode
La demostració que es troba a El Mètode conté la mateixa idea que la que hi ha a La quadratura de la paràbola però és més curta. Abans de veure la demostració exposem unes proposicions, extretes de La quadratura de la paràbola i numerades segons com la podem trobar a l'obra original, que posteriorment utilitzarem.

#### Proposicions prèvies

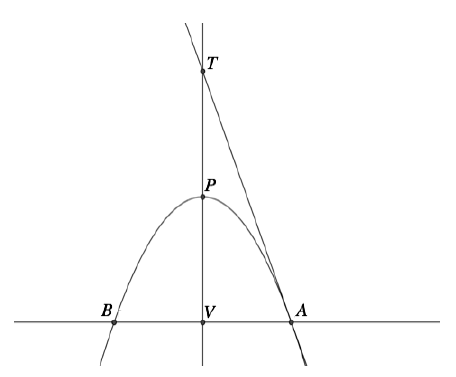
Proposició 2

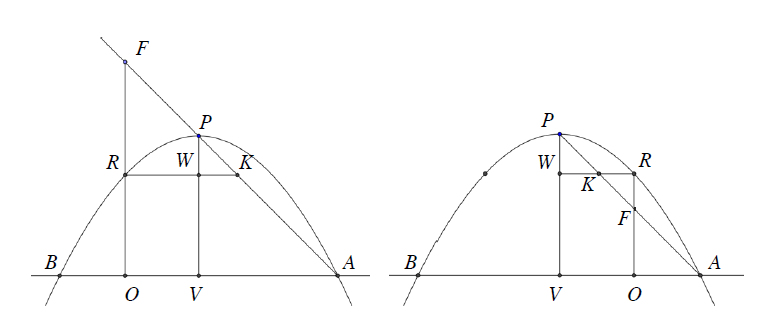
Proposició 4

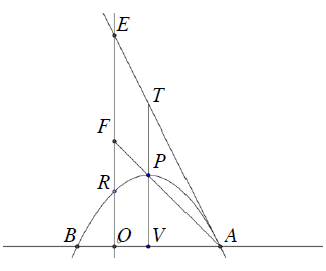
Proposició 5

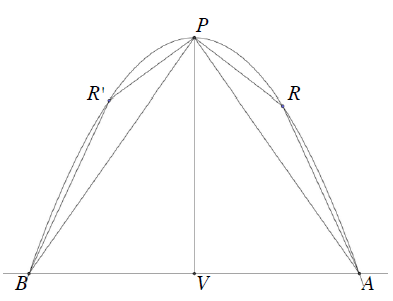
Proposició 22

| Proposició 2 Si en una paràbola, AB és una corda paral·lela a la tangent per P, i si una línia recta es dibuixa a través de P la qual és en si l'eix o paral·lel a l'eix, i que coincideix amb AB en el punt V i coincideix amb la tangent per A aleshores {\displaystyle PV=PT} Arquimedes |

| Proposició 3 Si des d'un punt en una paràbola es pot dibuixar una línia recta que és en si l'eix o paral·lel a l'eix, com PV, i si des de dos altres punts Q, Q’ en la paràbola es poden dibuixar línies rectes paral·leles a la tangent per P i coincidint amb PV en V, V’ respectivament, aleshores {\displaystyle {\frac {PV}{PV'}}={\frac {QV^{2}}{Q'V'^{2}}}} Arquimedes |

| Proposició 4 Si AB és la base de qualssevol segment d'una paràbola, i P el vèrtex del segment, i si el diàmetre a través de qualssevol altre punt R coincideix amb AB en O i AP en F, aleshores {\displaystyle {\frac {AV}{VO}}={\frac {OF}{FR}}} Arquimedes |

| Proposició 5 Si AB és la base de qualssevol segment d'una paràbola, P el vèrtex del segment, i PV el seu diàmetre, i si el diàmetre de la paràbola a través de qualssevol altre punt R coincideix amb AB en O i a la tangent a A en E, aleshores {\displaystyle {\frac {AO}{OB}}={\frac {ER}{RO}}} Arquimedes |

#### Demostració del teorema principal (proposició 1 enEl Mètode)

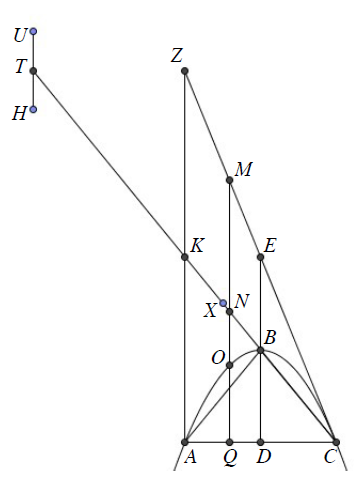
Representació de la palanca en la demostració mecànica a El Mètode

Sigui {\displaystyle ABC} un segment comprés entre la recta {\displaystyle AC} i la secció {\displaystyle ABC} d'un con rectangle; divideix {\displaystyle AC} per la meitat en {\displaystyle D} i traça la recta {\displaystyle DBE} paral·lela al diàmetre, i unint {\displaystyle B} amb {\displaystyle A} i {\displaystyle B} amb {\displaystyle C}, traça les rectes {\displaystyle Ab} i {\displaystyle BC}. Dic que el segment {\displaystyle ABC} és quatre terços del triangle {\displaystyle ABC}.
Traça pels punts {\displaystyle A} i {\displaystyle C} la recta {\displaystyle AZ} paral·lela a {\displaystyle DBE} i la {\displaystyle CZ} tangent a la secció; prolonga {\displaystyle CB} fins {\displaystyle K} i sigui {\displaystyle KT} igual a {\displaystyle CK}. Considera {\displaystyle CT} com una palanca, essent {\displaystyle K} el seu punt mig, i sigui {\displaystyle MQ} una recta paral·lela a {\displaystyle ED}.
Com {\displaystyle CBA} és una paràbola i que {\displaystyle CZ} és tangent a elsa, i {\displaystyle CD} és una ordenada, {\displaystyle EB} és igual a {\displaystyle BD}, com es demostra en els Elements. Pel mateix motiu i atès que {\displaystyle ZA} i {\displaystyle MQ} són paral·leles a la recta {\displaystyle ED}, són igual {\displaystyle MN} i {\displaystyle NQ}, així com {\displaystyle ZK} i {\displaystyle KA}. I atès que la raó entre {\displaystyle CA} i {\displaystyle AQ} és igual a la raó entre {\displaystyle CK} i {\displaystyle KN}, succeïx que essent també {\displaystyle CT} igual que {\displaystyle KT}, la raó entre {\displaystyle TK} i {\displaystyle KN} serà igual entre {\displaystyle MQ} i {\displaystyle QO}. Ara bé, atès que el punt {\displaystyle N} és el centre de gravetat de la recta {\displaystyle MQ}, per ésser {\displaystyle MN} igual que {\displaystyle NQ}, si prenem la recta {\displaystyle UH} igual a {\displaystyle QO} de forma que el seu centre de gravetat sigui el punt {\displaystyle T}, tal que sigui {\displaystyle UT} igual que {\displaystyle TH}, la recta {\displaystyle UTH} estarà en equilibri amb la recta {\displaystyle MQ}, que roman en el seu lloc, per ésser {\displaystyle TN} dividida en parts que es troben en raó inversa als pesos {\displaystyle UH} i {\displaystyle MQ}, essent la raó entre {\displaystyle TK} i {\displaystyle KN} igual a la raó entre {\displaystyle MQ} i {\displaystyle HU}, i llavors {\displaystyle K} és el centre de gravetat del conjunt de tots dos pesos. Anàlogament si el triangle {\displaystyle ZAC} es tracen tantes paral·leles com es vulgui a {\displaystyle ED}, aquestes, romanent en el seu lloc, es trobaran en equilibri amb els segments determinats sobre elles per la secció i traslladats al punt {\displaystyle T}, de forma que el centre de gravetat d'unes i les altres serà {\displaystyle K}.
Ara bé, les rectes traçades en el triangle {\displaystyle CZA} componen el propi triangle i els segments rectilinis obtinguts en la secció de la mateixa forma que {\displaystyle OQ} componen el segment {\displaystyle ABC}; aleshores el triangle {\displaystyle ZAC}, romanent en el seu lloc, estarà en equilibri, respecte del punt {\displaystyle K}, amb el segment de la secció traslladat fins a tenir el seu centre de gravetat en {\displaystyle T}, de forma que el centre de gravetat del conjunt de tots dos serà el punt {\displaystyle K}.
Divideix ara {\displaystyle CK} pel punt {\displaystyle X} de forma que {\displaystyle CX} sigui el triple de {\displaystyle KX}; llavors el punt {\displaystyle X} serà el centre de gravetat del triangle {\displaystyle AZC}, com està demostrat en el llibre Sobre l'Equilibri. I atès que el triangle {\displaystyle ZAC}, romanent en el seu lloc, està en equilibri, respecte del punt {\displaystyle K}, amb el segment {\displaystyle BAC}, traslladat amb centre de gravetat en {\displaystyle T}, i que {\displaystyle X} és el centre de gravetat del triangle {\displaystyle ZAC}, es verifica, per consegüent, que la raó del triangle {\displaystyle AZC} al segment {\displaystyle ABC} col·locat al voltant del centre {\displaystyle T} és igual a la raó de {\displaystyle TK} a {\displaystyle XK}. Ara bé, {\displaystyle TK} triple {\displaystyle KX}, el triangle {\displaystyle ZAC} serà triple del segment {\displaystyle ABC}. A més, el triangle {\displaystyle ZAC} és quàdruple del triangle {\displaystyle ABC}, ja que {\displaystyle ZK} és igual que {\displaystyle KA} i {\displaystyle AD} és igual que {\displaystyle DC}, aleshores el segment {\displaystyle ABC} equival a quatre terços del triangle {\displaystyle ABC}.

### Demostració mecànica
En el llibre "Sobre la quadratura de la paràbola", Arquimedes troba una demostració del teorema utilitzant un sistema de balances per equilibrar àrees. A continuació exposem les proposicions més importants d'aquest apartat:
| Proposició 6 Considerem un pla perpendicular a l'horitzó. Sigui AG una balança i B el seu punt mig. Sigui BDG un triangle rectangle i el deixem penjat en els punts B i G i del punt A penjarem una àrea Z que deixi en equilibri la balança. Aleshores l'àrea de Z és una tercera part del triangle. Arquimedes |

Amb aquest procediment, acaba trobant altres relacions utilitzant triangles no rectangles i trapezis.
El següent pas que utilitzà Arquimedes per arribar a la demostració desitjada consisteix a aproximar l'àrea tancada per una paràbola utilitzant les relacions trobades.
| Proposició 14 Tenim BOG una paràbola. Sigui BG perpendicular al diàmetre, i sigui el punt D tal que la recta BD sigui paral·lela al diàmetre i DG tangent en G. El triangle BDG serà un triangle rectangle, i si anem dividint BG en segments iguals traçant rectes paral·leles a BD, aleshores es complirà que l'àrea de BDG serà menor que el triple de la suma dels trapezis KE, LZ, MH, NI més el triangle SIG, però per altra banda, serà major que el triple de la suma dels trapezis ZP, HO, IX més el triangle ITG. Arquimedes |

Un cop hem demostrat aquestes 15 proposicions, ens apropem a la resolució final que consta de les dues últimes proposicions, les quals confirmen la tesi plantejada al principi:
| Proposició 16 Sigui BOG un segment parabòlic, i sigui el punt D tal que la recta BD sigui paral·lela al diàmetre i DG tangent en G. Sigui una àrea Z que sigui la tercera part de l'àrea de BDG. Aleshores afirmem que la paràbola BOG té la mateixa àrea que Z. Arquimedes |

Aleshores, a partir de la proposició 16, Arquímedes arriba sense dificultat a demostrar que l'àrea d'una paràbola {\displaystyle BOG} (on {\displaystyle O} és el vèrtex de la paràbola) és quatre terços de l'àrea del triangle {\displaystyle BOG}, el qual queda demostrat en veure que el triangle {\displaystyle BOG} és una quarta part del triangle {\displaystyle BDG}.
Aquesta forma de demostrar la quadratura de la paràbola resulta bastant extensa i complicada si no s'està familiaritzat amb el mètode mecànic de resolució que Arquimedes va inventar i el qual utilitzava per a tota mena de tractats. Per aquest motiu, el mateix Arquimedes dona una resolució alternativa utilitzant únicament els conceptes geomètrics per tal que sigui més senzill de seguir.

### Demostració geomètrica
Com vàrem comentar, Arquimedes no es troba satisfet amb la demostració mecànica, i així ho va exposar textualment al final de la demostració en El Mètode. Procedim, com és necessari, a exposar totes les proposicions (en l'ordre que les podem trobar a La quadratura de la paràbola) necessàries a fi de demostrar el teorema principal:

#### Definicions
A continuació ens referirem a alguns conceptes de la següent manera: en segments delimitats per una corba i una línia recta, anomenarem base a la línia recta i altura a la major perpendicular a la corba que es pot dibuixar des de la base, i vèrtex és el punt on aquesta altura coincideix amb la corba.

#### Proposicions prèvies

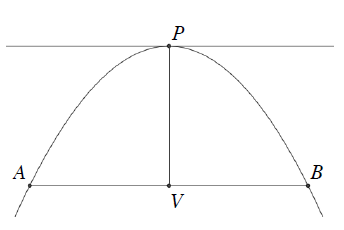
Proposició 1

| Proposició 1 Si des d'un punt en una paràbola una línia recta pot ser dibuixada la qual és l'eix o bé paral·lel a l'eix, com PV, i si AB és una corda paral·lela a la tangent a la paràbola per P i coincidint amb PV en V, aleshores {\displaystyle AV=VB} Recíprocament, si AV=VB, la corda AB és paral·lela a la tangent per P Arquimedes |

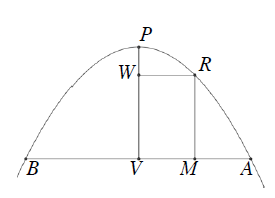
Proposició 19

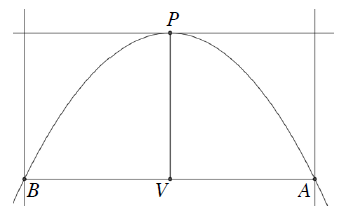
Proposició 20

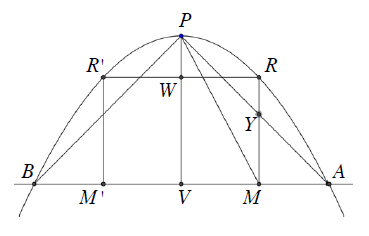
Proposició 21

| Proposició 18 Si AB és la base del segment d'una paràbola, i V el punt mig de AB, i si el diàmetre a través de V coincideix amb la corba en P, aleshores P és el vèrtex del segment. Arquimedes |

| Proposició 19 Si AB és la corda de la paràbola bisecada en V pel diàmetre PV, i si RM és el diàmetre bisecant AV en M, i RW és l'ordenada des de R a PV, aleshores {\displaystyle PV={\frac {4}{3}}RM} Arquimedes |

| Proposició 20 Si AB és la base d'un segment parabòlic amb vèrtex P, aleshores el triangle PAB és més gran que la meitat del segment PAB. Arquimedes |

| Proposició 21 Si AB és base, i P el vèrtex, de qualssevol segment parabòlic, i si R és el vèrtex del segment tallat per PA, aleshores {\displaystyle \Delta PAB=8\Delta PRA} Arquimedes |

| Proposició 22 Si hi ha una sèrie d'àrees A1,...,An cadascuna la qual és quatre vegades la següent en ordre, i si la més gran, A1, és igual al triangle PAB inscrit en el segment parabòlic PAB i contenent la mateixa base que aquest e igual altura, aleshores, {\displaystyle (A_{1}+\dots +A_{n})\leq {\grave {A}}rea(segment\ PAB)} Arquimedes |

| Proposició 23 Donat una sèrie d'àrees A1,...,An, on A1 és la més gran de totes, i cadascuna és igual a quatre vegades la següent en ordre, aleshores {\displaystyle A_{1}+\dots +A_{n}+{\frac {1}{3}}A_{n}={\frac {4}{3}}A_{1}} Arquimedes |

#### Demostració del teorema principal (proposició 24 aLa quadratura de la paràbola)
Suposem {\displaystyle K={\frac {4}{3}}\Delta ABC} on {\displaystyle C} és el vèrtex del segment; hem de provar doncs que l'àrea del segment és igual a {\displaystyle K}. Si no és igual a {\displaystyle K}, ha de ser més gran o més petit.
Suposem que l'àrea del segment és més gran que {\displaystyle K}. Si llavors inscrivim en els segments tallats per {\displaystyle CA,CB} triangles que tenen la mateixa base e igual altura, i.e. triangles amb els mateixos vèrtexs {\displaystyle R,R'} com aquells dels segments, i si en la resta dels segments inscrivim triangles de la mateixa manera, i així successivament, arribarem finalment a segments la suma dels quals és menor que l'àrea en el qual el segment {\displaystyle ABC} excedeix {\displaystyle K}. Llavors el polígon format d'aquesta manera ha de ser més gran que l'àrea {\displaystyle K}; el que és impossible ja que per la proposició 23
on {\displaystyle A_{1}=\Delta ABC}. Tenim doncs que l'àrea del segment no pot ser major que {\displaystyle K}.
Suposem, si és possible, que l'àrea del segment és més petit que {\displaystyle K}. Llavors si {\displaystyle \Delta ABC=A_{1},A_{2}={\frac {1}{4}}A_{1},A_{3}={\frac {1}{4}}A_{2}} i així successivament, fins que arribem a l'àrea {\displaystyle A_{i}} tal que {\displaystyle A_{i}} és més petit que la diferència entre {\displaystyle K} i el segment, tenim (per la proposició 23)
Ara, com {\displaystyle K} excedeix {\displaystyle A_{1}+\dots +A_{i}} per una àrea menor que {\displaystyle A_{i}}, i l'àrea del segment per una àrea major que {\displaystyle A_{i}}, es segueix que
el que és impossible per la proposició 22.
Concloem doncs que si el segment no pot ser ni més petit ni més gran que {\displaystyle K}, aleshores és {\displaystyle K}.

### Demostració moderna

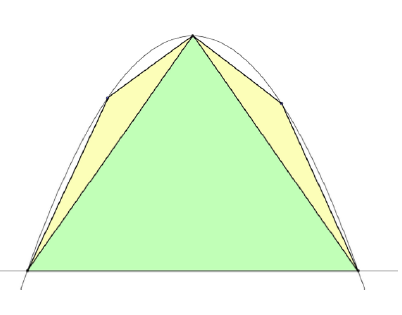
Triangles inscrits en el segment parabòlic.

Com podem veure en la demostració geomètrica, Arquimedes prova en primer lloc (ometent demostracions que no s'usen en el teorema principal) que l'àrea del triangle
{\displaystyle ABC} (diem-li {\displaystyle T}), amb base {\displaystyle AB} és igual a quatre vegades la suma dels corresponents triangles inscrits amb base cada un dels segments {\displaystyle AC} i {\displaystyle BC} (prop. 22). A continuació demostra que la suma de tots aquests triangles inscrits ha de ser més petit que el segment {\displaystyle ABC} (prop. 23), i finalment prova per una doble reducció a l'absurd que el segment no pot ser ni més petit ni més gran que quatre terços del triangle {\displaystyle ABC} (prop. 24). Però en realitat la demostració es podria haver acabat fàcilment en el primer pas.
Efectivament, observem que el segment parabòlic es troba format per infinits triangles inscrits, l'àrea dels quals les podem identificar amb la proposició 22. A partir d'aquí s'intueix que l'àrea {\displaystyle K} del segment
parabòlic {\displaystyle ABC} vindrà donat per la suma de la sèrie infinita
que és una sèrie geomètrica que convergeix a {\displaystyle {\frac {4}{3}}T}. En la seva obra però, Arquimedes no parla de cap suma infinita. Això és degut al fet que per la seva època els processos infinits no eren acceptats.

## L'axioma d'Arquimedes
En el preàmbul a La quadratura de la paràbola ens trobem amb la hipòtesi o lema que es coneix avui com l'axioma d'Arquimedes: ‘Que l'excés pel qual la major de dues àrees
desiguals supera a la menor, afegida a si mateixa la quantitat de vegades que sigui necessari, pot arribar a excedir qualsevol àrea donada’.